# Turistická značená trasa 3096
 Turistická značená trasa 3096 je 33,5 km dlouhá zeleně značená trasa Klubu českých turistů v okresech Kolín, Kutná Hora a Pardubice spojující Kolín s Železnými horami. Její převažující směr je východní, posléze jihovýchodní.

## Průběh trasy
Turistická značená trasa 3096 má svůj počátek na kolínském Karlově náměstí, kde plynule navazuje na zeleně značenou trasu 3077 od Poděbrad. Zároveň zde mají svůj výchozí bod červeně značená trasa 0002 rovněž do Poděbrad, modře značené trasy 1044 do Městce Králové a 1046 do Ratboře a žlutě značená trasa 6060 do Klavar.
Trasa 3096 přechází Labe po Masarykově mostě, po silnici II/322 opouští město a poté stoupá severovýchodním směrem na Bělušickou plošinu. Z rozcestí Pod Vinicí je vedena severním směrem zeleně značená odbočka na vyhlídkový bod Na Vinici. Následuje krátký souběh se žlutě značenou trasou 6108 vedoucí ze Tří Dvorů do Týnce nad Labem. Trasa 3096 poté prochází osadami Včelín a Jelen. Před druhou z nich je vedena v krátkém souběhu opět s modře značenou trasou 1044. Poté mění směr přibližně na jihovýchodní a pokračuje lesem do Týnce nad Labem. Ještě před ním se znovu setkává se žlutě značenou trasou 6108 a na týnecké náměstí, kde 6108 končí, vedou obě trasy souběhem. Z týneckého náměstí je výchozí modře značená trasa 1085 do Kladrub nad Labem.
V Týnci nad Labem trasa 3096 opět překonává Labe a podchodem u místní železniční zastávky železniční trať Kolín - Česká Třebová, po schodech vystoupá do Vinařic, aby odtud znovu klesla jihozápadním směrem do Záboří nad Labem. Zde se nachází zeleně značená odbočka k románskému kostelu svatého Prokopa. Trasa 3096 mění směr na přibližně východní a převážně lesem pokračuje do Bernardova. Na zdejším rozcestí má výchozí bod trasa 1088 do Hornické Čtvrti. Trasa 3096 pomalu stoupá úbočím Železných hor, překračuje silnici II/338 a na jejich hřebeni se potkává se žlutě značenou trasou 7455 vedoucí z Chvaletic do Zdechovic. Od tohoto rozcestí až na rozcestí u skalního útvaru Obří postele se stává součástí naučného Okruhu Obří postele. Na tomto rozcestí má své zakončení modře značená trasa 1980, která sem přichází od Kladrub nad Labem, a počátek žlutě značená trasa 7242 do Svojšic. S ní vede trasa 3096 v krátkém souběhu. Po jeho ukončení směřuje na jih a opět klesá ze Železných hor do Čáslavské kotliny a obce Brambory. Poté sleduje jihovýchodním směrem úpatí hor až do Semtěše, kde v centru obce v nadmořské výšce 297 m končí. Navazují zde modře značená trasa 1926 do Sovoluské Lhoty a žlutě značená trasa 7340 do Heřmanova Městce.

## Historie
Turistická trasa 3096 byla původně více vedena po hřebeni Železných hor přes Hornickou Čtvrť než došlo k jejímu přetrasování na jihozápad. Původní vedení dnes využívá modře značená trasa 1088 a návazně prostřední část žlutě značené trasy 7455. V prostoru mezi Obřími postelemi a Svobodnou Vsí vedla o něco západněji a dále lesy severně od Brambor mimo vlastní obec.

## Turistické zajímavosti na trase
- Regionální muzeum v Kolíně
- Kašna na Karlově náměstí v Kolíně
- Mariánský sloup v Kolíně
- Masarykův most v Kolíně
- Kostel svatého Víta v Kolíně
- Vyhlídkové místo Na Vinici
- Sbírka totemů ve Včelíně
- Památné Duby u Včelína
- Kostel Panny Marie Sedmibolestné v Týnci nad Labem
- Husův sbor v Týnci nad Labem
- Mariánský sloup v Týnci nad Labem
- Kostel svatého Prokopa v Záboří nad Labem
- Dřevěná zvonice v Záboří nad Labem
- Památné Dub u Záboří 1 a Dub u Záboří 2
- Skalní útvar Gabrový výchoz
- Skalní útvar Obří postele
- Evangelický kostel v Semtěši
- Semtěšská tvrz

Úsek Obří postele - Záboří nad Labem je součástí východočeské větve Svatojakubské cesty.